# Charmes, Vosges
Charmes este o comună franceză situată în departamentul Vosges, în regiunea Grand Est.

## Geografie

### Localizare
Charmes se află între Nancy și Épinal, la poalele unui deal din Côtes de Moselle numit Haut-du-Mont și în apropierea vastei păduri Ternes, alcătuită în mare parte din carpeni, care au dat numele orașului.
Comuna este traversată de canalul de Est și de fluviul Moselle, iar mediul său natural este bine conservat, având la nord întinderea pădurii deja menționate.
Pe malurile canalului de Est se află un port de agrement și un ansamblu vast destinat rulotelor. Charmes este o localitate al cărei potențial turistic este favorizat de infrastructura sa, de poziționarea la jumătatea distanței dintre Nancy și Épinal și de proximitatea căii rapide (Lorraine spre Luxemburg, Elveția și Italia), precum și de masivul Vosgilor.
Altitudinea sa medie față de nivelul mării este de 284 m.

### Seismicitate
Comuna este situată într-o zonă de seismicitate 3, cu risc moderat.

### Comune limitrofe
| Socourt   | Chamagne  | Saint-Germain (Meurthe-et-Moselle) Saint-Rémy-aux-Bois (Meurthe-et-Moselle) |
| Florémont |           | Essegney                                                                    |
| Rugney    | Brantigny | Vincey Ubexy                                                                |

### Rețea hidrografică
Comuna este situată în bazinul hidrografic al Rinului, în cadrul bazinului Rin-Meuse. Ea este drenată de fluviul Moselle, pârâul Grand Bief, pârâul Forêt, pârâul Varroie, pârâul Socourt, pârâul Viller, pârâul Pratieux, pârâul Vincey, pârâul Essegney, pârâul Breuil și pârâul Genet.
Moselle, cu o lungime totală de 560 de kilometri, dintre care 315 kilometri pe teritoriul Franței, își are izvorul în masivul Vosgilor, la colul Bussang, și se varsă în Rin la Koblenz, în Germania.
Pârâul Grand Bief, cu o lungime totală de 12 km, își are izvorul în comună și se varsă în Moselle la Bainville-aux-Miroirs, după ce traversează trei comune.

### Clima
În 2010, clima comunei este clasificată ca fiind de tip montan, conform unui studiu realizat de Centrului Național de Cercetare Științifică (CNRS) pe baza unui set de date care acoperă perioada 1971-2000. În 2020, Météo-France publică o tipologie a climatului pentru Franța metropolitană, în care comuna se află într-o zonă de tranziție între climatul oceanic și climatul continental și este inclusă în regiunea climatică Lorraine, plateau de Langres, Morvan. Această regiune se caracterizează printr-o iarnă aspră (1,5 °C), vânturi moderate și ceață frecventă toamna și iarna.
Pentru perioada 1971-2000, temperatura medie anuală a fost de 9,9 °C, cu o amplitudine termică anuală de 16,9 °C. Cantitatea medie anuală de precipitații a fost de 900 mm, cu 12,6 zile de precipitații în ianuarie și 9,7 zile în iulie. Pentru perioada 1991-2020, temperatura medie anuală observată la stația meteorologică Météo-France cea mai apropiată situată în comuna Mirecourt la 14 km în linie dreaptă, a fost de 10,4 °C, iar cantitatea medie anuală de precipitații a fost de 824,3 mm.
Parametrii climatici ai comunei au fost estimați pentru mijlocul secolului (2041-2070) conform diferitelor scenarii de emisie de gaze cu efect de seră, bazate pe noile proiecții climatice de referință DRIAS-2020. Aceștia pot fi consultați pe un site dedicat publicat de Météo-France în noiembrie 2022.

## Urbanism

### Tipologie
La 1 ianuarie 2024, Charmes este clasificată drept târg rural, conform noii grile comunale de densitate în șapte niveluri definită de INSEE (Institutul Național de Statistică și Studii Economice)în 2022. Ea aparține unității urbane Charmes, o aglomerație intra-departamentală care reunește trei comune, dintre care este orașul-centru. De asemenea, comuna face parte din zona metropolitană Charmes, al cărei centru îl reprezintă. Această arie, care reunește 10 comune, este clasificată în categoria ariilor cu mai puțin de 50 000 de locuitori.

### Utilizarea terenului
Utilizarea terenurilor din comună, așa cum reiese din baza de date europeană de ocupare biofizică a solurilor Corine Land Cover (CLC), este marcată de ponderea ridicată a pădurilor și mediilor semi-naturale (58,2 % în 2018), o proporție identică cu cea din 1990 (58,2 %). Distribuția detaliată în 2018 este următoarea: păduri (56,8 %), zone urbanizate (9,8 %), terenuri arabile (8,4 %), pajiști (8,4 %), zone industriale sau comerciale și rețele de comunicații (4,5 %), zone agricole eterogene (4,3 %), ape continentale (2,4 %), mine, rampe de gunoi și șantiere (2,1 %), culturi permanente (1,9 %), medii cu vegetație arborescentă și/sau ierboasă (1,4 %). Evoluția ocupării terenurilor în comună și a infrastructurilor sale poate fi observată pe diferitele reprezentări cartografice ale teritoriului: harta Cassini (secolul XVIII), harta de stat-major (1820-1866) și hărțile sau fotografiile aeriene ale IGN pentru perioada actuală (1950 până în prezent).

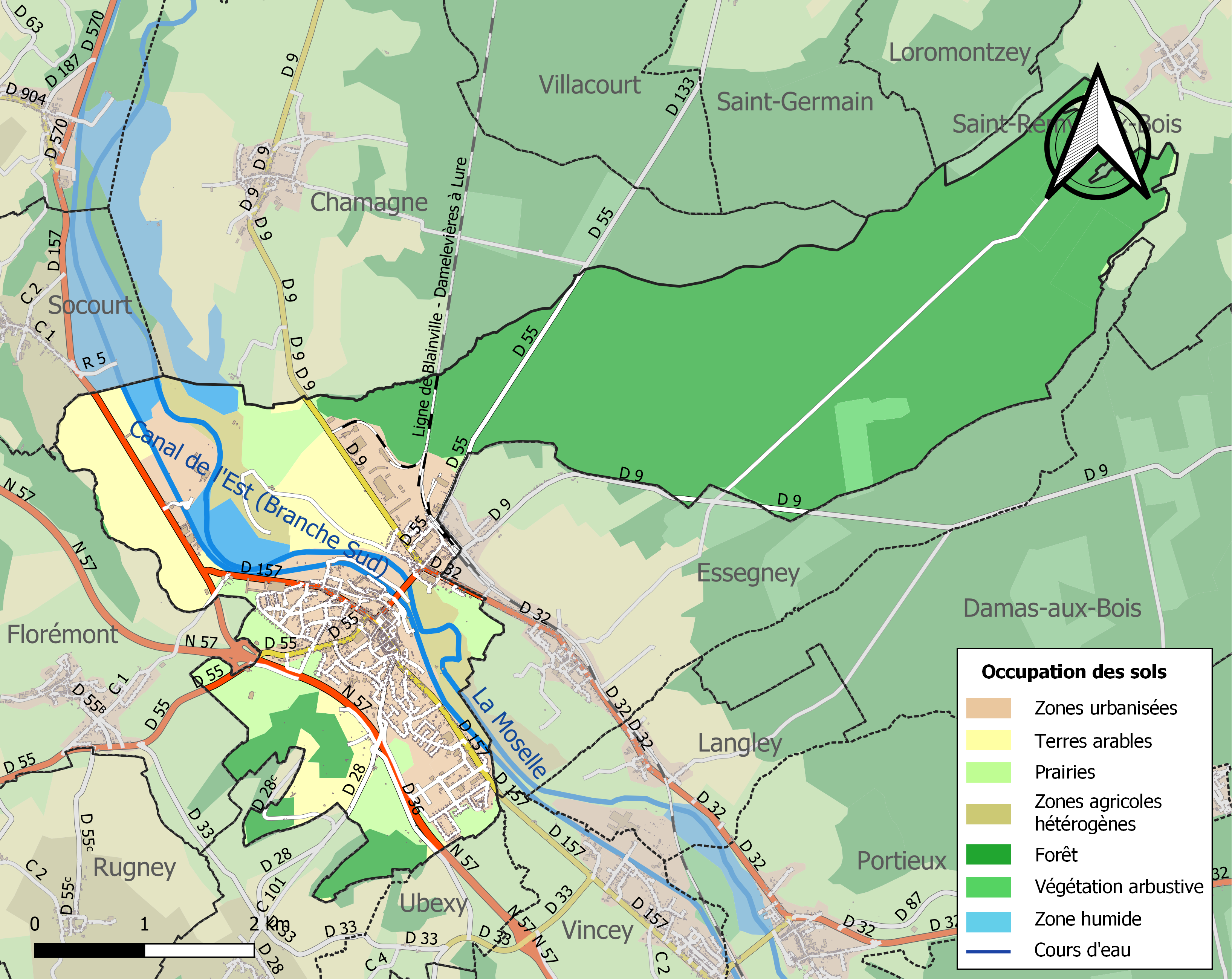
Harta infrastructurii și utilizării terenului a comunei în 2018 (CLC).

## Toponimie
Numele localității este atestat sub formele: ? Calmo (secolul al XI-lea); Cherma (1178); Chermes (1194); Chairmes (secolul al XII-lea); Charmes (1276); Charme (1285); De Theruiis supra Mosellam, corectat Chermis (1355); De Teruno supra Mozellam, corectat Cermio sau Cermis (1355); De Charmis supra Mozellam (1402); Chairme (secolul al XVI-lea); Charmes sur Mezelle (1554); Carpini (1768).
Derivă din pluralul termenului de oil charme „teren necultivat”, provenit din pre-celticul *calm.
Locuitorii comunei sunt numiți Carpinieni, termen derivat din Carpini, denumirea sub care Charmes apare în „parvillé”-ul diecezei de Toul, în referință la pădurea sa plantată cu carpeni.

## Istorie
Originea localității Charmes datează din epoca galo-romană, prin existența unei castra stativa sau a unei vile.

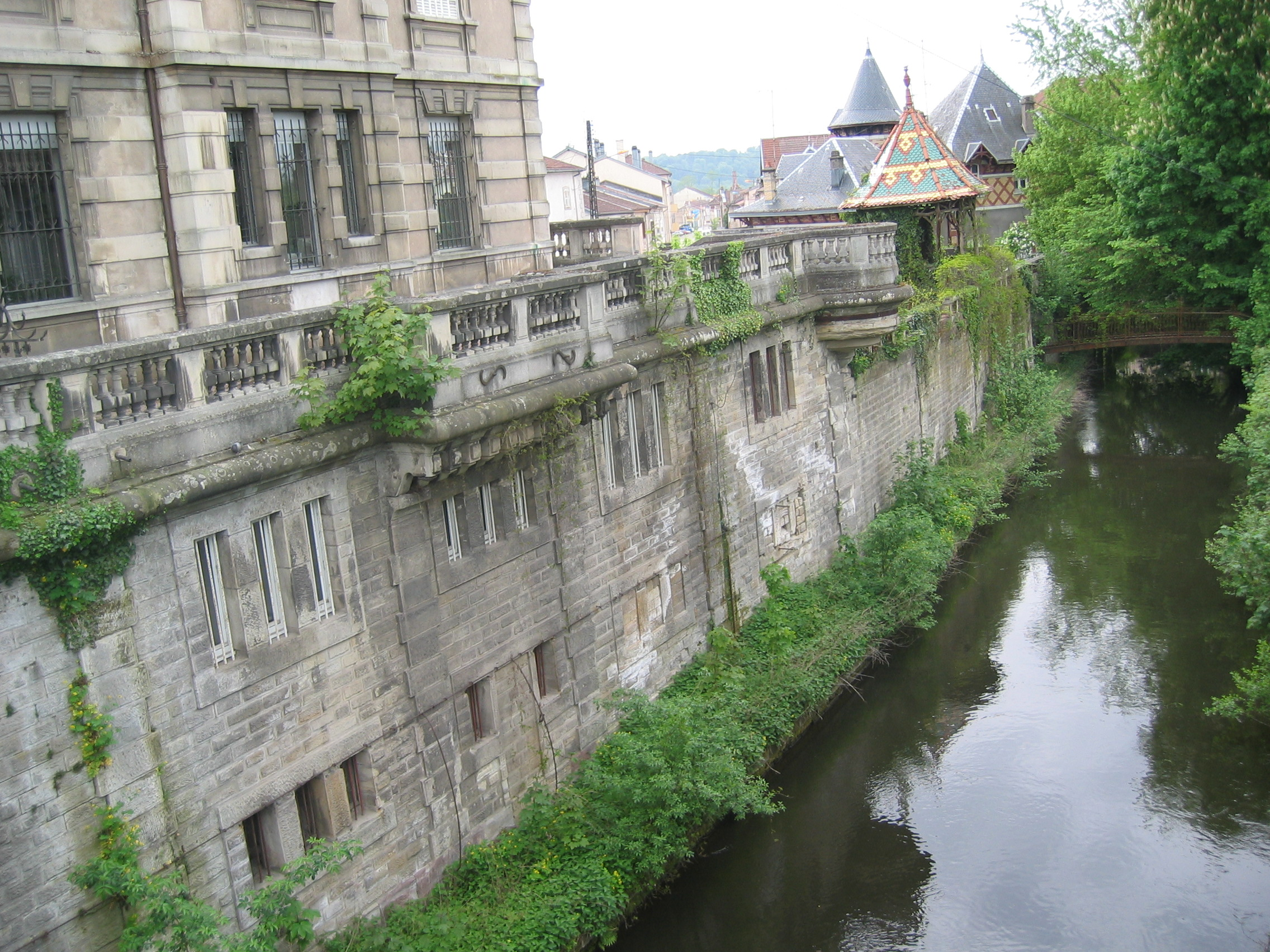
Zidurile de apărare.

În secolul al X-lea, pentru a se proteja de raidurile maghiare care devastau regiunea, conții de Toul au construit un castel fortificat, înconjurat de o incintă cu ziduri de apărare. Denumirea Carpini, care a dat numele Charmes, face atunci referire la vasta pădure de carpeni care mărginea localitatea.
În secolul al XIV-lea, orașul este atașat ducatului Lorenei. Tot atunci este afectat de ravagiile ciumei, foametei și jafurilor. În 1475, Charmes este jefuit și incendiat de către ducele Carol Temerarul, duce al Burgundiei, aflat atunci în război cu ducele de Lorena.
În timpul Războiului de Treizeci de Ani, cardinalul Richelieu și Carol al IV-lea de Lorena⁠(d) semnează celebrul tratat de la Charmes, în 1633. Totuși, Carol al IV-lea reia curând armele. Ca represalii, francezii incendiază Charmes în 1635. Au urmat demolarea fortificațiilor, jafuri, epidemii și mizerie până la sfârșitul secolului. În secolul al XVIII-lea, odată cu reinstaurarea păcii, orașul își recâștigă treptat prosperitatea, înainte de anexarea Lorenei la Franța, în 1766.
Charmes suferă o nouă distrugere în 1870, în timpul războiului cu Prusia: el nu va fi eliberat decât trei ani mai târziu.

### Primul Război Mondial
Bătălia de la trecătoarea Charmes a avut loc la începutul Primului Război Mondial, între 24 și 26 august 1914.

### Al Doilea Război Mondial și reconstrucția
În 1944, în timpul eliberării Franței, ultimii ocupanți germani evacuează orașul la 1 septembrie. A doua zi, 2 septembrie, maquis-ul condus de locotenentul Paul Martin ocupă primăria. Însă, pe 3 septembrie, două automobile germane patrulează pe străzi, fiind atacate de către luptătorii din rezistență. Vehiculele sunt scoase din uz, un german este ucis, altul este luat prizonier, dar ceilalți reușesc să scape. După-amiaza, un detașament german format din 300 de soldați de infanterie, sprijiniți de trei blindate, sosește pe drumul dinspre Essegney. După un angajament cu maquis-urile și pierderea unui blindat pe o mină, aceștia se retrag în cursul serii.
Luni, 4 septembrie, în lipsa unui nou atac german, FFI încearcă să își consolideze apărarea. Totuși, armamentul lor era modest: patru mitraliere, câteva pistoale-mitralieră și vechi puști Lebel. La căderea nopții, 600 de Waffen-SS lansează un atac. După o rezistență pe podul de pe Moselle, lupta continuă în interiorul localității.
A doua zi, 5 septembrie, germanii, deveniți stăpânii locului, se dedau la jafuri, incendiază orașul și deportează peste 150 de persoane în lagărele de concentrare. O sută dintre acestea nu se vor mai întoarce, printre care și primarul Henri Breton, în vârstă de 76 de ani, care s-a oferit să plece împreună cu cei desemnați pentru deportare. Orașul va fi eliberat abia la 12 septembrie de către americani, germanii evacuându-l după un violent bombardament al artileriei aliate.
Mărturii emoționante de solidaritate au venit din numeroase locuri, în special din Madagascar și din partea Asociației americane „Arcanum et 75e Division Fondation”.
Comuna a fost decorată cu Crucea de război 1939-1945.

## Populația și societatea

### Date demografice
Evoluția numărului de locuitori este cunoscută prin recensămintele populației efectuate în comună începând din 1793. Pentru comunele cu mai puțin de 10 000 de locuitori, un recensământ al întregii populații este realizat la fiecare cinci ani, populațiile legale pentru anii intermediari fiind estimate prin interpolare sau extrapolare.
În 2022, comuna număra 4 489 locuitori, în scădere cu -4,61 % față de 2016 (Vosges: -2,96 %, Franța fără Mayotte: +2,11 %).
| An        | 1793  | 1821  | 1841  | 1856  | 1876  | 1886  | 1901  | 1921  | 1936  | 1962  | 1982  | 2006  | 2014  | 2022  |
| --------- | ----- | ----- | ----- | ----- | ----- | ----- | ----- | ----- | ----- | ----- | ----- | ----- | ----- | ----- |
| Populație | 2 582 | 2 729 | 2 883 | 3 034 | 3 138 | 3 308 | 3 696 | 4 151 | 4 105 | 5 177 | 5 225 | 4 561 | 4 683 | 4 489 |

## Cultură locală și patrimoniu

### Locuri și monumente

#### Monumente
- Primăria și cele trei clopote ale sale, turnate de Maurice și Amédée Bonnevie în jurul anului 1770[39].
- Lângă capela Notre-Dame-de-Grâce, basorelief al lui Jean Lambert-Rucki reprezentând Miracolul Sfântului Arnould[54], patronul berarilor, amplasat pe un colț de zid al fostelor fabrici de bere.
- Casa Chaldron, cunoscută sub numele de „casa Lupilor”[40][41][57], cu fațade renascentiste; fostă proprietate a ducelui Carol al III-lea de Lorena, a fost locul semnării tratatului de la Charmes între cardinalul Richelieu și Carol al IV-lea de Lorena⁠(d). În prezent aparține orașului Charmes. Restaurată în 2009, este destinată să devină o casă a turismului și culturii[42].
- Monumente comemorative: monumentul eroilor din 1914-1918, monumentul eroilor din 1939-1945, vitraliul deportării, stelă comemorativă, monumentul Lorenei, plăci comemorative, placa comemorativă SNCF 1939-1945, cimitir militar[43]:
  - monumentul Lorenei, în memoria celebrei bătălii de la trecătoarea Charmes (1914-1918), situat pe Haut du Mont;
  - monumentul eroilor, operă a sculptorului Joseph Rivière (1912-1961)[44];
  - stela Deportaților, pe drumul spre Essegney[65].
- Vestigii ale zidurilor de apărare ale orașului Charmes (secolul al XV-lea).

#### Patrimoniu religios și cimitire
- Biserica Sfântul Nicolae (1493, sfârșitul secolului XV):
  - trei clopote datate în jurul anului 1770[39];
  - vitraliu denumit „cei trei morți și cei trei vii”, reprezentând trei tineri cavaleri întâmpinați într-un cimitir de trei morți, care le reamintesc de scurtimea vieții și importanța mântuirii sufletului;
  - orga bisericii construită de Jacquot-Lavergne în 1956[45];
  - capela Sfântul Hubert clasificată ca monument istoric din 13 iunie 1913[46], iar restul bisericii înscris ca monument istoric din 3 iulie 1926[46].
- Capela morților, dedicată Notre-Dame-de-Grâce, situată pe strada Capucins și, anterior, Notre-Dame-de-Pitié, fondată aproximativ în 1480 de Jean Thomassin, zis „Le Petit Thomassin”[47], cu statui din secolele XIV și XVI. Uneori numită „Capela cimitirului”, fiind înconjurată de un cimitir până la sfârșitul secolului XIX. Fondatorul, Le Petit Thomassin, a fost înmormântat aici, așa cum reamintește o inscripție lângă altar: « Cy gist le petit Thomassin de Charme fondateur de ceste chapelle qui trespassa le 24 mars 1498 ».
- Cimitir[48].
- În a doua jumătate a secolului XIX, evreii formează douăsprezece comunități în regiune: Bruyères, Charmes, Épinal, Gérardmer, Lamarche, Neufchâteau, Rambervillers, Raon-l'Étape, Remiremont, Saint-Dié, Senones, Le Thillot. Fiecare comunitate avea propriul cimitir și sinagogă[49].

#### Monumente civile
- Casa lui Maurice Barrès.
- Ecomuzeul Battant, într-o fostă fabrică de cherestea care folosea energia apei.
- Fosta fabrică de cherestea centenară, datând de la sfârșitul secolului XIX, funcționând cu energie hidraulică.
- Stelă dedicată lui Maurice Barrès, pe piața principală: « De la campagne en toute saison, s’élève le chant des morts. Un vent léger le porte et le disperse comme une senteur. Que son appel vous oriente » (Amori et dolori sacrum, 1903).
- „Sfera și metalele”.

### Personalități
- Charles Stanislas Marion⁠(d) (1758-1812), general și baron al Imperiului, ucis în Rusia la bătălia de la Borodino.
- Maurice Barrès (1862-1923), eseist, romancier, om politic naționalist.
- Jean Moulin⁠(d) (1899-1943), înalt funcționar și membru al rezistenței franceze, a fost cantonat la Charmes la sfârșitul Primului Război Mondial[50].
- Ségolène Royal (1953-) și-a efectuat studiile liceale la Charmes.

## Înfrățiri
- Belgia – Bertrix - din 1967